# Listă de nume românești - litera P
Această pagină, supusă continuu îmbunătățirii, conține peste 3400 de nume de familie românești care încep cu litera P.
| Pa - Paca (wikt) - Pacatiuș (wikt) - Pace (wikt) - Pacea (wikt) - Paceagiu (wikt) - Pacenschi (wikt) - Pacenshi (wikt) - Pachia (wikt) - Pachide (wikt) - Pachișan (wikt) - Pachiței (wikt) - Pacinschi (wikt) - Pacioagă (wikt) - Pacioga (wikt) - Paciu (wikt) - Paciurea (wikt) - Pacrița (wikt) - Padan (wikt) - Padina (wikt) - Padoriș (wikt) - Padurarau (wikt) - Padurenu (wikt) - Paflea (wikt) - Pag (wikt) - Page (wikt) - Pagu (wikt) - Pagubă (wikt) - Pagurschi (wikt) - Pah (wikt) - Paharnicu (wikt) - Pahoanță (wikt) - Pahom (wikt) - Pahome (wikt) - Pahomi (wikt) - Pahon (wikt) - Pahoncea (wikt) - Pahoncia (wikt) - Pahone (wikt) - Pahonea (wikt) - Pahonțu (wikt) - Paica (wikt) - Paici (wikt) - Paicu (wikt) - Paidiu (wikt) - Paier (wikt) - Paitici (wikt) - Paiu (wikt) - Paizan (wikt) - Paje (wikt) - Pajint (wikt) - Pajoga (wikt) - Pajurean (wikt) - Pală (wikt) - Palada (wikt) - Palade (wikt) - Paladi (wikt) - Paladii (wikt) - Paladoiu (wikt) - Palaga (wikt) - Palage (wikt) - Palagea (wikt) - Palagean (wikt) - Palaghe (wikt) - Palagheanu (wikt) - Palaghia (wikt) - Palaghian (wikt) - Palaghiciuc (wikt) - Palaghin (wikt) - Palaghiță (wikt) - Palaghiu (wikt) - Palagi (wikt) - Palahniuc (wikt) - Palaloagă (wikt) - Palaloga (wikt) - Palamaru (wikt) - Palancanu (wikt) - Palanciuc (wikt) - Palaneț (wikt) - Palăr (wikt) - Palaș (wikt) - Palașcă (wikt) - Palaslă (wikt) - Palaștea (wikt) - Palatin (wikt) - Palatoș (wikt) - Palcanu (wikt) - Palcău (wikt) - Palcu (wikt) - Paleologu (wikt) - Paler (wikt) - Paleru (wikt) - Paleu (wikt) - Palici (wikt) - Paliga (wikt) - Palii (wikt) - Palimcaș (wikt) - Palin (wikt) - Palinca (wikt) - Palincaș (wikt) - Palinciuc (wikt) - Palipi (wikt) - Palistan (wikt) - Palița (wikt) - Paliță (wikt) - Paliu (wikt) - Paliuc (wikt) - Pallade (wikt) - Palmeș (wikt) - Palmotă (wikt) - Paloge (wikt) - Paloș (wikt) - Paloși (wikt) - Palotaș (wikt) - Palovici (wikt) - Paltân (wikt) - Paltin (wikt) - Paluc (wikt) - Paluță (wikt) - Pamfil (wikt) - Pamfile (wikt) - Pamfilea (wikt) - Pamfilie (wikt) - Pamfiloiu (wikt) - Pampa (wikt) - Pamparău (wikt) - Pampu (wikt) - Pană (wikt) - Panac (wikt) - Panache (wikt) - Panaci (wikt) - Panaet (wikt) - Panaete (wikt) - Panaghie (wikt) - Panaghioiu (wikt) - Panaidor (wikt) - Panailică (wikt) - Panaintă (wikt) - Panainte (wikt) - Panaintescu (wikt) - Panaiot (wikt) - Panaiotu (wikt) - Panait (wikt) - Panaitache (wikt) - Panaite (wikt) - Panaiteanu (wikt) - Panaitescu (wikt) - Panaițoaia (wikt) - Panaițoiu (wikt) - Panc (wikt) - Panca (wikt) - Pancă (wikt) - Pancencu (wikt) - Panche (wikt) - Panchea (wikt) - Panchici (wikt) - Panchiosu (wikt) - Panci (wikt) - Pancirel (wikt) - Panciu (wikt) - Panciuc (wikt) - Pancrat (wikt) - Pancu (wikt) - Pandaciuc (wikt) - Pande (wikt) - Pandea (wikt) - Pandelache (wikt) - Pandele (wikt) - Pandelea (wikt) - Pandelescu (wikt) - Pandeli (wikt) - Pandelică (wikt) - Pandelie (wikt) - Pandeloiu (wikt) - Pandi (wikt) - Pandia (wikt) - Pandiche (wikt) - Pandichi (wikt) - Pandilică (wikt) - Pandiu (wikt) - Pandor (wikt) - Pandrea (wikt) - Pandur (wikt) - Panduraru (wikt) - Panduru (wikt) - Pane (wikt) - Panea (wikt) - Paneș (wikt) - Panete (wikt) - Panfil (wikt) - Panfiloiu (wikt) - Panfir (wikt) - Pangă (wikt) - Pangrate (wikt) - Pangrati (wikt) - Pangrațiu (wikt) - Panică (wikt) - Panici (wikt) - Paniti (wikt) - Panmfil (wikt) - Panta (wikt) - Panța (wikt) - Pantaleanu (wikt) - Pantalon (wikt) - Panțâru (wikt) - Pantaza (wikt) - Pantaze (wikt) - Pantazean (wikt) - Pantazeanu (wikt) - Pantazescu (wikt) - Pantazică (wikt) - Pantazie (wikt) - Pantaziu (wikt) - Pantea (wikt) - Panțel (wikt) - Pantelemon (wikt) - Panteleon (wikt) - Pantelescu (wikt) - Pantelie (wikt) - Pantelimon (wikt) - Pantelimonescu (wikt) - Panteliuc (wikt) - Panțeru (wikt) - Panteu (wikt) - Pantezeanu (wikt) - Panți (wikt) - Pantila (wikt) - Pantilă (wikt) - Pantilică (wikt) - Pantilie (wikt) - Pantilimon (wikt) - Pantilimonescu (wikt) - Pantiliuc (wikt) - Pantiloiu (wikt) - Panțir (wikt) - Panțîr (wikt) - Panțireanu (wikt) - Panțiru (wikt) - Panțîru (wikt) - Panțiruc (wikt) - Pantiș (wikt) - Pantiuc (wikt) - Panțoc (wikt) - Pantofaru (wikt) - Panțoiu (wikt) - Pantoș (wikt) - Pantovici (wikt) - Panțu (wikt) - Panțuiu (wikt) - Panțur (wikt) - Panțurescu (wikt) - Panțuroiu (wikt) - Panțuru (wikt) - Panțuș (wikt) - Panu (wikt) - Paolici (wikt) - Paolu (wikt) - Paoluc (wikt) - Pap (wikt) - Papacioc (wikt) - Papacostea (wikt) - Papacu (wikt) - Papadici (wikt) - Papadima (wikt) - Papadiuc (wikt) - Papagheorghiu (wikt) - Papaghiuc (wikt) - Papai (wikt) - Papaianache (wikt) - Papaiani (wikt) - Papaii (wikt) - Papaleț (wikt) - Papalicef (wikt) - Papamanci (wikt) - Papan (wikt) - Papană (wikt) - Papancea (wikt) - Papară (wikt) - Papari (wikt) - Paparigă (wikt) - Paparigoiu (wikt) - Papastere (wikt) - Papastravu (wikt) - Papațoiu (wikt) - Papavă (wikt) - Papeș (wikt) - Papici (wikt) - Papiniu (wikt) - Papiță (wikt) - Papiu (wikt) - Papoe (wikt) - Papoiu (wikt) - Paponiu (wikt) - Papoș (wikt) - Papu (wikt) - Papuc (wikt) - Papucea (wikt) - Papucică (wikt) - Papuluca (wikt) - Papură (wikt) - Papurcu (wikt) - Para (wikt) - Pară (wikt) - Paracliseru (wikt) - Paragină (wikt) - Paraicu (wikt) - Paraipan (wikt) - Paralău (wikt) - Paralescu (wikt) - Paraleu (wikt) - Parancea (wikt) - Paranici (wikt) - Parapancea (wikt) - Parasca (wikt) - Parască (wikt) - Parascan (wikt) - Parasceag (wikt) - Paraschi (wikt) - Paraschița (wikt) - Paraschiței (wikt) - Paraschiv (wikt) - Parașchiv (wikt) - Paraschiva (wikt) - Parașchiva (wikt) - Paraschivan (wikt) - Paraschiveanu (wikt) - Paraschivescu (wikt) - Paraschivoiu (wikt) - Paraschivu (wikt) - Paraușici (wikt) - Pardanschi (wikt) - Pardău (wikt) - Pardi (wikt) - Pardoș (wikt) - Parepa (wikt) - Parfene (wikt) - Parfeni (wikt) - Parfenie (wikt) - Parfenti (wikt) - Parfinovici (wikt) - Parge (wikt) - Parghel (wikt) - Parghie (wikt) - Parhon (wikt) - Pari (wikt) - Pariga (wikt) - Parii (wikt) - Parîng (wikt) - Parinică (wikt) - Parinoiu (wikt) - Pariș (wikt) - Parișcu (wikt) - Parișescu (wikt) - Pariși (wikt) - Pariza (wikt) - Parjolea (wikt) - Parjul (wikt) - Parlafes (wikt) - Parlapan (wikt) - Parnac (wikt) - Parnacu (wikt) - Parnău (wikt) - Parnea (wikt) - Parnia (wikt) - Parnică (wikt) - Parohia (wikt) - Paron (wikt) - Paronia (wikt) - Parotă (wikt) - Parpală (wikt) - Parpalici (wikt) - Parpandel (wikt) - Parpanghel (wikt) - Parpelea (wikt) - Parpucea (wikt) - Partal (wikt) - Partebună (wikt) - Partene (wikt) - Parteni (wikt) - Partenie (wikt) - Partig (wikt) - Partin (wikt) - Paru (wikt) - Paruba (wikt) - Paruschi (wikt) - Pașa (wikt) - Pașalău (wikt) - Pașalega (wikt) - Pașaliu (wikt) - Pașaluc (wikt) - Pasăre (wikt) - Pasărea (wikt) - Pașavel (wikt) - Pasc (wikt) - Pașc (wikt) - Pasca (wikt) - Pască (wikt) - Pașca (wikt) - Pașcadi (wikt) - Pascal (wikt) - Pascală (wikt) - Pascalache (wikt) - Pașcalău (wikt) - Pașcălău (wikt) - Pascale (wikt) - Pascali (wikt) - Pascalidi (wikt) - Pașcalu (wikt) - Pașcan (wikt) - Pașcani (wikt) - Pascaniuc (wikt) - Pașcanu (wikt) - Pascar (wikt) - Pascariu (wikt) - Pascaru (wikt) - Pașcaru (wikt) - Pașcău (wikt) - Pasciuc (wikt) - Pașcondea (wikt) - Pascota (wikt) - Pascovici (wikt) - Pașcovici (wikt) - Pașcovschi (wikt) - Pascu (wikt) - Pașcu (wikt) - Pascuci (wikt) - Pasculea (wikt) - Pasenciuc (wikt) - Pasere (wikt) - Pasi (wikt) - Pasici (wikt) - Pasmagiu (wikt) - Pasmangia (wikt) - Pasmangiu (wikt) - Pașniciuc (wikt) - Pașnicu (wikt) - Pașoi (wikt) - Pașol (wikt) - Pașolea (wikt) - Pașpan (wikt) - Pașparan (wikt) - Pasparugă (wikt) - Pașparugă (wikt) - Paște (wikt) - Paștia (wikt) - Paștină (wikt) - Paștiu (wikt) - Pastor (wikt) - Pastramă (wikt) - Pastramagiu (wikt) - Pasula (wikt) - Patache (wikt) - Patachi (wikt) - Patachia (wikt) - Pațachia (wikt) - Patană (wikt) - Patap (wikt) - Patapie (wikt) - Pațareniuc (wikt) - Pataru (wikt) - Pataș (wikt) - Patca (wikt) - Pațe (wikt) - Patea (wikt) - Patelea (wikt) - Patentașu (wikt) - Paterău (wikt) - Pati (wikt) - Patianu (wikt) - Pațica (wikt) - Pațira (wikt) - Patițoiu (wikt) - Patoi (wikt) - Patoiu (wikt) - Patraschiv (wikt) - Patriancu (wikt) - Patriche (wikt) - Patrichi (wikt) - Patriciu (wikt) - Patriniche (wikt) - Patrionea (wikt) - Patron (wikt) - Patrulei (wikt) - Pațurcă (wikt) - Paul (wikt) - Paulencu (wikt) - Paulesc (wikt) - Paulescu (wikt) - Paulețu (wikt) - Paulevici (wikt) - Paulică (wikt) - Paulin (wikt) - Pauliuc (wikt) - Pava (wikt) - Pavăl (wikt) - Pavel (wikt) - Pavelea (wikt) - Pavelecu (wikt) - Pavelesc (wikt) - Pavelescu (wikt) - Paveleț (wikt) - Pavelică (wikt) - Pavelina (wikt) - Paveliță (wikt) - Paveliu (wikt) - Paveliuc (wikt) - Paveloiu (wikt) - Paveloni (wikt) - Paveluc (wikt) - Paven (wikt) - Pavica (wikt) - Paviliuc (wikt) - Pavlenciuc (wikt) - Pavlencu (wikt) - Pavliu (wikt) - Pavliuc (wikt) - Pavlon (wikt) - Pavlu (wikt) - Pavnuțescu (wikt) - Pazăl (wikt) - Paziuc (wikt) - Pazlâcă (wikt) - Paznicu (wikt) | Pă - Păcal (wikt) - Păcală (wikt) - Păcălău (wikt) - Păcăleală (wikt) - Păcăleanu (wikt) - Păcălici (wikt) - Păcățean (wikt) - Păcătos (wikt) - Păceană (wikt) - Păcescu (wikt) - Păcioianu (wikt) - Păcurar (wikt) - Păcurari (wikt) - Păcurarii (wikt) - Păcurariu (wikt) - Păcuraru (wikt) - Păcuraș (wikt) - Păcurașu (wikt) - Păcureț (wikt) - Păcurețu (wikt) - Păcurici (wikt) - Pădeanu (wikt) - Pădineanu (wikt) - Păducă (wikt) - Păducel (wikt) - Păduche (wikt) - Pădulescu (wikt) - Păduran (wikt) - Pădurariu (wikt) - Păduraru (wikt) - Pădure (wikt) - Pădurean (wikt) - Pădureanu (wikt) - Păduren (wikt) - Pădurescu (wikt) - Pădureț (wikt) - Pădureți (wikt) - Pădurețu (wikt) - Pădurică (wikt) - Pădurice (wikt) - Păduroiu (wikt) - Păduț (wikt) - Păeanu (wikt) - Păfăluță (wikt) - Păfucan (wikt) - Păgidean (wikt) - Păguțe (wikt) - Păhuță (wikt) - Păian (wikt) - Păianu (wikt) - Păiș (wikt) - Păișan (wikt) - Păișanu (wikt) - Păișcar (wikt) - Păișe (wikt) - Păișescu (wikt) - Păiși (wikt) - Păiuc (wikt) - Păiuș (wikt) - Păiușan (wikt) - Păiușescu (wikt) - Păiuși (wikt) - Pălăcean (wikt) - Pălăcian (wikt) - Pălădoiu (wikt) - Pălăduș (wikt) - Pălăduță (wikt) - Pălăgeșiu (wikt) - Pălăghiță (wikt) - Pălălău (wikt) - Pălămariu (wikt) - Pălămidă (wikt) - Pălăncean (wikt) - Pălănceanu (wikt) - Pălăncianu (wikt) - Pălăngean (wikt) - Pălăngeanu (wikt) - Pălăngianu (wikt) - Pălăria (wikt) - Pălărie (wikt) - Pălărier (wikt) - Pălășan (wikt) - Pălășanu (wikt) - Pălcuș (wikt) - Pălcuț (wikt) - Pălcuți (wikt) - Păle (wikt) - Păleacu (wikt) - Pălean (wikt) - Păli (wikt) - Pălian (wikt) - Pălici (wikt) - Pălie (wikt) - Pălimariu (wikt) - Pălimaru (wikt) - Pălincaș (wikt) - Pălivan (wikt) - Pălmaciu (wikt) - Pălnoșanu (wikt) - Păloiu (wikt) - Păloșanu (wikt) - Pălpănică (wikt) - Păltănea (wikt) - Păltianu (wikt) - Păltinaș (wikt) - Păltinean (wikt) - Păltineanu (wikt) - Păltinel (wikt) - Păltiniș (wikt) - Păltinișanu (wikt) - Păluș (wikt) - Pămadă (wikt) - Pământ (wikt) - Pământaș (wikt) - Pămînt (wikt) - Pămîntaș (wikt) - Pănaș (wikt) - Pănăzan (wikt) - Pănceanu (wikt) - Păncescu (wikt) - Păncilă (wikt) - Pănciulescu (wikt) - Pănculescu (wikt) - Păndioniu (wikt) - Pănescu (wikt) - Pănican (wikt) - Pănoi (wikt) - Pănoiu (wikt) - Pănțuș (wikt) - Pănuș (wikt) - Pănuț (wikt) - Pănuță (wikt) - Pănzaru (wikt) - Păpădie (wikt) - Păpae (wikt) - Păpală (wikt) - Păpăleață (wikt) - Păpălici (wikt) - Păpară (wikt) - Păpăroiu (wikt) - Păpăruz (wikt) - Păpăruzi (wikt) - Păpaș (wikt) - Păpășilă (wikt) - Păpucel (wikt) - Păpureanu (wikt) - Păpurică (wikt) - Păpușe (wikt) - Păpușoi (wikt) - Păpușoiu (wikt) - Părăginaru (wikt) - Părăian (wikt) - Părăianu (wikt) - Părălescu (wikt) - Părălește (wikt) - Părăluță (wikt) - Părăoanu (wikt) - Părasca (wikt) - Părășcan (wikt) - Părăscău (wikt) - Părăscuță (wikt) - Părău (wikt) - Părâu (wikt) - Părăuan (wikt) - Părăușanu (wikt) - Părăuțanu (wikt) - Părăvan (wikt) - Părcălab (wikt) - Părcălăboiu (wikt) - Părcea (wikt) - Părchișanu (wikt) - Părcuț (wikt) - Părcuțan (wikt) - Părduț (wikt) - Părduțiu (wikt) - Părean (wikt) - Părhăuțanu (wikt) - Părian (wikt) - Părlățeanu (wikt) - Părnuș (wikt) - Păroan (wikt) - Părocescu (wikt) - Păroșanu (wikt) - Părpălea (wikt) - Părpăligă (wikt) - Părpăliță (wikt) - Părpăluță (wikt) - Părpăneață (wikt) - Părpăriță (wikt) - Părpăuț (wikt) - Părpăuță (wikt) - Părtrășcan (wikt) - Păruș (wikt) - Păruși (wikt) - Părv (wikt) - Părva (wikt) - Părvuceanu (wikt) - Păsăilă (wikt) - Păsălan (wikt) - Pășălău (wikt) - Pășălică (wikt) - Păsăreanu (wikt) - Păsărel (wikt) - Păsărelu (wikt) - Păsărescu (wikt) - Păsărică (wikt) - Păsărilă (wikt) - Păsărin (wikt) - Păsăroiu (wikt) - Păsat (wikt) - Păsătoiu (wikt) - Pășcălău (wikt) - Păscăluță (wikt) - Pășcan (wikt) - Pășcăneanu (wikt) - Pășcănuț (wikt) - Păscar (wikt) - Păscăreanu (wikt) - Păscărescu (wikt) - Păscăriuc (wikt) - Păscaru (wikt) - Păscăruș (wikt) - Pășcău (wikt) - Pășcoiu (wikt) - Păscotescu (wikt) - Păscui (wikt) - Păsculeanu (wikt) - Păsculescu (wikt) - Pășculescu (wikt) - Pășculeț (wikt) - Păscuț (wikt) - Pășcuț (wikt) - Păscuța (wikt) - Păscuță (wikt) - Pășcuță (wikt) - Păscuți (wikt) - Păscuțiu (wikt) - Pășcuțiu (wikt) - Păscuțoi (wikt) - Păscuțoiu (wikt) - Pășescu (wikt) - Păslaru (wikt) - Păsniceanu (wikt) - Pășoiu (wikt) - Păstae (wikt) - Păștean (wikt) - Păștilă (wikt) - Păștină (wikt) - Păștioiu (wikt) - Păștoniu (wikt) - Păstrăv (wikt) - Păstrăvanu (wikt) - Păstruica (wikt) - Păsulă (wikt) - Pășune (wikt) - Pătac (wikt) - Pătacă (wikt) - Pătălău (wikt) - Pățan (wikt) - Pătăran (wikt) - Pătârlăgean (wikt) - Pătărlăgeanu (wikt) - Pătârlăgeanu (wikt) - Pătârnică (wikt) - Pătășanu (wikt) - Pătățanu (wikt) - Pătatu (wikt) - Pătcaș (wikt) - Pătcu (wikt) - Pătescu (wikt) - Pătilineț (wikt) - Pățitoiu (wikt) - Pățitu (wikt) - Pătlăgean (wikt) - Pătlăgeanu (wikt) - Pătlăgică (wikt) - Pătlăgioaei (wikt) - Pătra (wikt) - Pătrache (wikt) - Pătrăcuță (wikt) - Pătran (wikt) - Pătrana (wikt) - Pătrană (wikt) - Pătrâncă (wikt) - Pătrânjan (wikt) - Pătrânjean (wikt) - Pătrănjel (wikt) - Pătrânjel (wikt) - Pătrănoiu (wikt) - Pătrânoiu (wikt) - Pătraru (wikt) - Pătraș (wikt) - Pătrașc (wikt) - Pătrașcă (wikt) - Pătrășcan (wikt) - Pătrășcanu (wikt) - Pătrășcioiu (wikt) - Pătrășciuc (wikt) - Pătrășcoiu (wikt) - Pătrășconiu (wikt) - Pătrașcu (wikt) - Pătrăscu (wikt) - Pătrășcuță (wikt) - Pătrășescu (wikt) - Pătrășoaie (wikt) - Pătrățanu (wikt) - Pătrățeanu (wikt) - Pătrău (wikt) - Pătrăucean (wikt) - Pătrăuceanu (wikt) - Pătrăuș (wikt) - Pătrăușanu (wikt) - Pătrăuță (wikt) - Pătrăuțanu (wikt) - Pătrescu (wikt) - Pătreșcu (wikt) - Pătrianca (wikt) - Pătrîngenaru (wikt) - Pătrînjean (wikt) - Pătrînjei (wikt) - Pătrînjel (wikt) - Pătrînoiu (wikt) - Pătroaica (wikt) - Pătroc (wikt) - Pătroescu (wikt) - Pătroi (wikt) - Pătroiu (wikt) - Pătrone (wikt) - Pătronea (wikt) - Pătroniu (wikt) - Pătronoiu (wikt) - Pătrova (wikt) - Pătru (wikt) - Pătrucă (wikt) - Pătruică (wikt) - Pătruleasa (wikt) - Pătrulescu (wikt) - Pătrună (wikt) - Pătrunjei (wikt) - Pătrunjel (wikt) - Pătrunsu (wikt) - Pătruș (wikt) - Pătrușca (wikt) - Pătrușcă (wikt) - Pătruț (wikt) - Pătruța (wikt) - Pătruță (wikt) - Pătruțcă (wikt) - Pătruțescu (wikt) - Pătruți (wikt) - Pătruțiu (wikt) - Pătruțoiu (wikt) - Pătularu (wikt) - Pățularu (wikt) - Pătulea (wikt) - Pățulea (wikt) - Pătuleanu (wikt) - Pătulescu (wikt) - Păturan (wikt) - Păturescu (wikt) - Pău (wikt) - Păuc (wikt) - Păucă (wikt) - Păucean (wikt) - Păuceanu (wikt) - Păucian (wikt) - Păuleanu (wikt) - Păulescu (wikt) - Păuleț (wikt) - Păuleți (wikt) - Păulețu (wikt) - Păulică (wikt) - Păulișan (wikt) - Păuliță (wikt) - Păun (wikt) - Păuna (wikt) - Păunache (wikt) - Păunaș (wikt) - Păune (wikt) - Păuneață (wikt) - Păunei (wikt) - Păunel (wikt) - Păunescu (wikt) - Păunete (wikt) - Păunică (wikt) - Păunița (wikt) - Păuniță (wikt) - Păunoiu (wikt) - Păureanu (wikt) - Păușan (wikt) - Păușeriu (wikt) - Păușescu (wikt) - Păuța (wikt) - Păvălache (wikt) - Păvălachi (wikt) - Păvălan (wikt) - Păvălașc (wikt) - Păvălașcu (wikt) - Păvălău (wikt) - Păvălean (wikt) - Păvăleanu (wikt) - Păvălescu (wikt) - Păvăloae (wikt) - Păvăloaea (wikt) - Păvăloaei (wikt) - Păvăloaia (wikt) - Păvăloaie (wikt) - Păvăloaiea (wikt) - Păvăloi (wikt) - Păvăloiu (wikt) - Păvăluc (wikt) - Păvălucă (wikt) - Păvăluș (wikt) - Păvăluț (wikt) - Păvăluță (wikt) - Păvilan (wikt) - Păzitor (wikt) | Pâ - Pâciu (wikt) - Pâclea (wikt) - Pâcleanu (wikt) - Pâclișan (wikt) - Pâcu (wikt) - Pâgleșan (wikt) - Pâlșu (wikt) - Pânar (wikt) - Pândar (wikt) - Pândaru (wikt) - Pândici (wikt) - Pângulescu (wikt) - Pânișoară (wikt) - Pâniță (wikt) - Pântea (wikt) - Pântecuț (wikt) - Pântescu (wikt) - Pântescul (wikt) - Pânticuți (wikt) - Pânză (wikt) - Pânzar (wikt) - Pânzariu (wikt) - Pânzaru (wikt) - Pârâeală (wikt) - Pârăian (wikt) - Pârâianu (wikt) - Pârăoaru (wikt) - Pârău (wikt) - Pârâu (wikt) - Pârcălab (wikt) - Pârcălăbelu (wikt) - Pârcălăbescu (wikt) - Pârcălabu (wikt) - Pârciu (wikt) - Pârgaru (wikt) - Pârja (wikt) - Pârjan (wikt) - Pârje (wikt) - Pârjol (wikt) - Pârjolea (wikt) - Pârjoleanu (wikt) - Pârlac (wikt) - Pârlea (wikt) - Pârlețeanu (wikt) - Pârlici (wikt) - Pârlițeanu (wikt) - Pârlitu (wikt) - Pârloagă (wikt) - Pârlog (wikt) - Pârlogă (wikt) - Pârlogea (wikt) - Pârlogean (wikt) - Pârlogeanu (wikt) - Pârloiu (wikt) - Pârnog (wikt) - Pârnuță (wikt) - Pâroiu (wikt) - Pârpâriță (wikt) - Pârșă (wikt) - Pârșan (wikt) - Pârșoagă (wikt) - Pârșoi (wikt) - Pârșu (wikt) - Pârțac (wikt) - Pârțag (wikt) - Pârțan (wikt) - Pârțilă (wikt) - Pârțoc (wikt) - Pârv (wikt) - Pârva (wikt) - Pârvă (wikt) - Pârvălescu (wikt) - Pârvan (wikt) - Pârvănescu (wikt) - Pârvanu (wikt) - Pârvescu (wikt) - Pârvu (wikt) - Pârvuceanu (wikt) - Pârvucică (wikt) - Pârvuleasa (wikt) - Pârvulescu (wikt) - Pârvuleț (wikt) - Pârvulețu (wikt) - Pârvuț (wikt) - Pârvuță (wikt) - Pârvuțoiu (wikt) - Pâs (wikt) - Pâsâtoiu (wikt) - Pâscu (wikt) - Pâslă (wikt) - Pâslar (wikt) - Pâslaru (wikt) - Pâslișan (wikt) - Pâșu (wikt) - Pâț (wikt) - Pâță (wikt) - Pâțan (wikt) - Pâțu (wikt) | Pe - Peagu (wikt) - Peana (wikt) - Peană (wikt) - Peca (wikt) - Pecariu (wikt) - Pecaru (wikt) - Pece (wikt) - Pecete (wikt) - Pecetescu (wikt) - Pechea (wikt) - Pecheanu (wikt) - Pecher (wikt) - Pechi (wikt) - Pechianu (wikt) - Pechiș (wikt) - Pechiu (wikt) - Pecican (wikt) - Pecie (wikt) - Pecin (wikt) - Pecină (wikt) - Pecincu (wikt) - Pecingină (wikt) - Peciniga (wikt) - Pecinigă (wikt) - Pecioiu (wikt) - Pecioru (wikt) - Peciu (wikt) - Pectcu (wikt) - Peculea (wikt) - Pecurar (wikt) - Pecurari (wikt) - Pedan (wikt) - Pedica (wikt) - Pedruț (wikt) - Peea (wikt) - Peeșu (wikt) - Pegeanu (wikt) - Pegescu (wikt) - Pegulescu (wikt) - Pegza (wikt) - Pehoiu (wikt) - Pei (wikt) - Peia (wikt) - Peica (wikt) - Peicea (wikt) - Peici (wikt) - Peiciu (wikt) - Peiconescu (wikt) - Peicu (wikt) - Peicuț (wikt) - Peicuți (wikt) - Peiovici (wikt) - Peiși (wikt) - Peiu (wikt) - Pelac (wikt) - Pelcea (wikt) - Pele (wikt) - Pele-Verde (wikt) - Pelea (wikt) - Peleacu (wikt) - Pelean (wikt) - Peleanu (wikt) - Peleașă (wikt) - Pelecaci (wikt) - Pelecudi (wikt) - Pelei (wikt) - Pelelungă (wikt) - Peleneagă (wikt) - Peleneagră (wikt) - Peleș (wikt) - Pelgher (wikt) - Peli (wikt) - Pelian (wikt) - Pelican (wikt) - Peligan (wikt) - Peligrad (wikt) - Pelihaci (wikt) - Pelimon (wikt) - Pelin (wikt) - Pelinar (wikt) - Pelinari (wikt) - Pelinel (wikt) - Pelinescu (wikt) - Pelișor (wikt) - Peliu (wikt) - Pellea (wikt) - Pelle (wikt) - Pelmuș (wikt) - Pelmuși (wikt) - Peloiu (wikt) - Peltan (wikt) - Peltea (wikt) - Pelteacu (wikt) - Peltechi (wikt) - Pelu (wikt) - Pena (wikt) - Penariu (wikt) - Penaru (wikt) - Penca (wikt) - Pence (wikt) - Pencea (wikt) - Pencescu (wikt) - Pencioiu (wikt) - Penciu (wikt) - Penciuc (wikt) - Penciulescu (wikt) - Pencu (wikt) - Penda (wikt) - Pende (wikt) - Pendelean (wikt) - Pendiuc (wikt) - Pene (wikt) - Penea (wikt) - Peneoașu (wikt) - Peneș (wikt) - Penescu (wikt) - Peneșel (wikt) - Pengheș (wikt) - Penică (wikt) - Penișoară (wikt) - Peniu (wikt) - Pența (wikt) - Pențea (wikt) - Pentelei (wikt) - Penteleiciuc (wikt) - Pentelescu (wikt) - Pentelie (wikt) - Pentelimon (wikt) - Penteliuc (wikt) - Pentescu (wikt) - Penteșescu (wikt) - Penți (wikt) - Pențianu (wikt) - Pentilescu (wikt) - Pentilie (wikt) - Pentiuc (wikt) - Penu (wikt) - Penuș (wikt) - Penuși (wikt) - Penzeș (wikt) - Pepa (wikt) - Pepana (wikt) - Pepelea (wikt) - Pepelia (wikt) - Pepene (wikt) - Pepeneață (wikt) - Pepenel (wikt) - Pepenescu (wikt) - Pepeniuc (wikt) - Peperigeanu (wikt) - Pepi (wikt) - Pepina (wikt) - Pepine (wikt) - Pepșa (wikt) - Peptan (wikt) - Peptănariu (wikt) - Peptănaru (wikt) - Peptănuș (wikt) - Peptea (wikt) - Peptenaru (wikt) - Peptenatu (wikt) - Peptine (wikt) - Peptișor (wikt) - Peptu (wikt) - Peptușel (wikt) - Peptuț (wikt) - Pera (wikt) - Peraschiv (wikt) - Perașcu (wikt) - Perca (wikt) - Percă (wikt) - Percaru (wikt) - Percea (wikt) - Percec (wikt) - Percecli (wikt) - Percelea (wikt) - Perciu (wikt) - Perciun (wikt) - Percu (wikt) - Perde (wikt) - Perdeică (wikt) - Perdeli (wikt) - Perdevară (wikt) - Perdun (wikt) - Perduș (wikt) - Pere (wikt) - Perea (wikt) - Pereanu (wikt) - Pereat (wikt) - Peredelcu (wikt) - Perejan (wikt) - Perejuc (wikt) - Pereni (wikt) - Pereș (wikt) - Perescu (wikt) - Pereț (wikt) - Perete (wikt) - Perețeanu (wikt) - Perețianu (wikt) - Perevenza (wikt) - Pereverzii (wikt) - Perhaiță (wikt) - Perhineac (wikt) - Perhinschi (wikt) - Peri (wikt) - Perian (wikt) - Perianu (wikt) - Periat (wikt) - Pericele (wikt) - Perici (wikt) - Pericleanu (wikt) - Periclie (wikt) - Perie (wikt) - Periețanu (wikt) - Periețeanu (wikt) - Periețieanu (wikt) - Perijoc (wikt) - Perini (wikt) - Periș (wikt) - Perișan (wikt) - Perișanu (wikt) - Perișoara (wikt) - Perișoară (wikt) - Perișor (wikt) - Perja (wikt) - Perjan (wikt) - Perjaru (wikt) - Perjea (wikt) - Perjeriu (wikt) - Perjeru (wikt) - Perjescu (wikt) - Perjoiu (wikt) - Perjou (wikt) - Perjovschi (wikt) - Perju (wikt) - Perlea (wikt) - Perne (wikt) - Pernea (wikt) - Perneac (wikt) - Perneș (wikt) - Perneu (wikt) - Pernevan (wikt) - Pernișiu (wikt) - Perpegel (wikt) - Perpela (wikt) - Perpelea (wikt) - Perpelici (wikt) - Persu (wikt) - Perșa (wikt) - Perșă (wikt) - Perșe (wikt) - Perșea (wikt) - Persecă (wikt) - Perșia (wikt) - Persicanu (wikt) - Perșinaru (wikt) - Perșoiu (wikt) - Perșu (wikt) - Perț (wikt) - Perța (wikt) - Perțe (wikt) - Perțea (wikt) - Perți (wikt) - Perția (wikt) - Perțică (wikt) - Perțiu (wikt) - Peruti (wikt) - Pervan (wikt) - Pervulescu (wikt) - Peșa (wikt) - Pescar (wikt) - Pescărașu (wikt) - Pescărescu (wikt) - Pescari (wikt) - Pescariu (wikt) - Pescarovici (wikt) - Pescaru (wikt) - Pescăruș (wikt) - Pescărușu (wikt) - Peșchir (wikt) - Pesclevei (wikt) - Pesea (wikt) - Peseta (wikt) - Peslari (wikt) - Pește (wikt) - Peștean (wikt) - Peșteanu (wikt) - Peșteleu (wikt) - Peștenariu (wikt) - Peștenaru (wikt) - Peșter (wikt) - Peșterău (wikt) - Peșterean (wikt) - Peștereanu (wikt) - Peșteșan (wikt) - Pești (wikt) - Peștișanu (wikt) - Pestrea (wikt) - Pestrița (wikt) - Pestrițiu (wikt) - Pestrițu (wikt) - Peșu (wikt) - Peșuc (wikt) - Peț (wikt) - Petă (wikt) - Peța (wikt) - Petac (wikt) - Petaca (wikt) - Petache (wikt) - Petan (wikt) - Petardă (wikt) - Petărlăcean (wikt) - Pețca (wikt) - Petcan (wikt) - Petcariu (wikt) - Petcaș (wikt) - Petchescu (wikt) - Petchovschi (wikt) - Petcoiu (wikt) - Petconi (wikt) - Petcu (wikt) - Petcuci (wikt) - Petculeasa (wikt) - Petculescu (wikt) - Petculeț (wikt) - Petcuț (wikt) - Petcuță (wikt) - Pete (wikt) - Petean (wikt) - Peteană (wikt) - Peteanu (wikt) - Petear (wikt) - Petec (wikt) - Petechi (wikt) - Petecilă (wikt) - Petelean (wikt) - Petelează (wikt) - Petelei (wikt) - Peteleu (wikt) - Pețenchea (wikt) - Pețenchi (wikt) - Petenciuc (wikt) - Pețenghea (wikt) - Pețenie (wikt) - Pețer (wikt) - Petercă (wikt) - Peterlăcean (wikt) - Peterlicean (wikt) - Peterș (wikt) - Pețescu (wikt) - Peteu (wikt) - Peti (wikt) - Pețianu (wikt) - Petic (wikt) - Petică (wikt) - Peticaru (wikt) - Peticel (wikt) - Peticilă (wikt) - Petițoiu (wikt) - Pețiu (wikt) - Petna (wikt) - Petolea (wikt) - Petolescu (wikt) - Petpan (wikt) - Petra (wikt) - Petrache (wikt) - Petrăchescu (wikt) - Petrachi (wikt) - Petrăchioaie (wikt) - Petrăchiuță (wikt) - Petraff (wikt) - Petrafu (wikt) - Petran (wikt) - Petranici (wikt) - Petranschi (wikt) - Petrar (wikt) - Petrărașu (wikt) - Petrăreanu (wikt) - Petrariu (wikt) - Petraru (wikt) - Petraș (wikt) - Petrașca (wikt) - Petrășcan (wikt) - Petrașciuc (wikt) - Petrașcu (wikt) - Petrași (wikt) - Petrașincu (wikt) - Petre (wikt) - Petrea (wikt) - Petrean (wikt) - Petreanu (wikt) - Petreașca (wikt) - Petreașcă (wikt) - Petrechescu (wikt) - Petrechiuță (wikt) - Petreciuc (wikt) - Petrehuș (wikt) - Petrei (wikt) - Petrenchi (wikt) - Petrenci (wikt) - Petrencic (wikt) - Petrenciu (wikt) - Petrencu (wikt) - Petreș (wikt) - Petresc (wikt) - Petrescu (wikt) - Petrești (wikt) - Petreu (wikt) - Petreuș (wikt) - Petri (wikt) - Petria (wikt) - Petrian (wikt) - Petric (wikt) - Petrică (wikt) - Petrican (wikt) - Petricaș (wikt) - Petricău (wikt) - Petriceanu (wikt) - Petriceicu (wikt) - Petricele (wikt) - Petricescu (wikt) - Petrichei (wikt) - Petrici (wikt) - Petrician (wikt) - Petricică (wikt) - Petricioiu (wikt) - Petriciuc (wikt) - Petricu (wikt) - Petridean (wikt) - Petrideanu (wikt) - Petridor (wikt) - Petriea (wikt) - Petrifălean (wikt) - Petrifăleanu (wikt) - Petrila (wikt) - Petrilă (wikt) - Petrilean (wikt) - Petriman (wikt) - Petrin (wikt) - Petrina (wikt) - Petrindean (wikt) - Petringelu (wikt) - Petringenar (wikt) - Petringenaru (wikt) - Petrini (wikt) - Petrioanu (wikt) - Petriș (wikt) - Petrișan (wikt) - Petrișoaia (wikt) - Petrișoară (wikt) - Petrișor (wikt) - Petrișoru (wikt) - Petrița (wikt) - Petrițan (wikt) - Petriu (wikt) - Petriuc (wikt) - Petroaia (wikt) - Petroaica (wikt) - Petroaie (wikt) - Petroaiei (wikt) - Petrof (wikt) - Petroi (wikt) - Petroianu (wikt) - Petroiu (wikt) - Petromăneanț (wikt) - Petromănianț (wikt) - Petrone (wikt) - Petroniu (wikt) - Petroș (wikt) - Petroșan (wikt) - Petroșanu (wikt) - Petroschi (wikt) - Petroșel (wikt) - Petrou (wikt) - Petrova (wikt) - Petrovai (wikt) - Petrovan (wikt) - Petrovanu (wikt) - Petrovici (wikt) - Petroviciu (wikt) - Petrovița (wikt) - Petrovschi (wikt) - Petru (wikt) - Petruc (wikt) - Petruca (wikt) - Petrucă (wikt) - Petruescu (wikt) - Petruică (wikt) - Petrujânschi (wikt) - Petrule (wikt) - Petrulean (wikt) - Petrulian (wikt) - Petrune (wikt) - Petruș (wikt) - Petrușan (wikt) - Petrușcă (wikt) - Petruse (wikt) - Petrușel (wikt) - Petruși (wikt) - Petrușinschi (wikt) - Petruț (wikt) - Petruța (wikt) - Petruță (wikt) - Petruțescu (wikt) - Petruți (wikt) - Petruțiu (wikt) - Petruțoiu (wikt) - Petruțoni (wikt) - Petruțu (wikt) - Pețu (wikt) - Petuca (wikt) - Peun (wikt) - Peună (wikt) - Peveliu (wikt) | Pi - Piacovschi (wikt) - Piarsică (wikt) - Piascovschi (wikt) - Pica (wikt) - Pică (wikt) - Pican (wikt) - Picealcă (wikt) - Piceavă (wikt) - Picerea (wikt) - Pichineru (wikt) - Pichinescu (wikt) - Pichiu (wikt) - Picincu (wikt) - Piciniș (wikt) - Piciog (wikt) - Picioian (wikt) - Picior (wikt) - Piciorcă (wikt) - Piciorea (wikt) - Picioreanu (wikt) - Piciorlung (wikt) - Picioroagă (wikt) - Picioroga (wikt) - Picioruș (wikt) - Picioruși (wikt) - Piciu (wikt) - Picli (wikt) - Picoș (wikt) - Picu (wikt) - Piculeasa (wikt) - Piculeață (wikt) - Picuș (wikt) - Picuț (wikt) - Pieca (wikt) - Piedică (wikt) - Pielaru (wikt) - Pielcaru (wikt) - Piele (wikt) - Pieleanu (wikt) - Pieleneagră (wikt) - Pielenu (wikt) - Pielmuș (wikt) - Pieloiu (wikt) - Pienar (wikt) - Pienariu (wikt) - Pienaru (wikt) - Pienescu (wikt) - Pieptan (wikt) - Pieptănaru (wikt) - Pieptea (wikt) - Pieptu (wikt) - Pieptuț (wikt) - Piercinaru (wikt) - Pierdevară (wikt) - Piersic (wikt) - Pierșinaru (wikt) - Piesa (wikt) - Piescu (wikt) - Pietrar (wikt) - Pietrăreanu (wikt) - Pietrariu (wikt) - Pietraru (wikt) - Pietreanu (wikt) - Pietrică (wikt) - Pietricică (wikt) - Pietriș (wikt) - Pietroi (wikt) - Pietroiu (wikt) - Pietroșăneanu (wikt) - Pietroșanu (wikt) - Pietroșel (wikt) - Pietrușel (wikt) - Piezărel (wikt) - Piezerel (wikt) - Piftor (wikt) - Pigui (wikt) - Pigulea (wikt) - Pigulin (wikt) - Pihoc (wikt) - Pihuleac (wikt) - Pila (wikt) - Pilaf (wikt) - Pilanci (wikt) - Pilea (wikt) - Pilescu (wikt) - Pilică (wikt) - Pilier (wikt) - Pilipăuțanu (wikt) - Pilipeți (wikt) - Piliuță (wikt) - Piloiu (wikt) - Piloș (wikt) - Pilotă (wikt) - Pilșan (wikt) - Pilț (wikt) - Pilțiu (wikt) - Pilțu (wikt) - Pilu (wikt) - Pilug (wikt) - Piluț (wikt) - Format:Tel - Pinciu (wikt) - Pinciuc (wikt) - Pinciulescu (wikt) - Pindelea (wikt) - Pinescu (wikt) - Pinete (wikt) - Pinghel (wikt) - Pinghioiu (wikt) - Pinhilie (wikt) - Pinoșan (wikt) - Pinoșanu (wikt) - Pința (wikt) - Pinte (wikt) - Pintea (wikt) - Pinteac (wikt) - Pinteală (wikt) - Pintean (wikt) - Pinteanu (wikt) - Pintecan (wikt) - Pintelie (wikt) - Pinten (wikt) - Pintenaru (wikt) - Pinter (wikt) - Pintescu (wikt) - Pintescul (wikt) - Pintia (wikt) - Pintică (wikt) - Pintican (wikt) - Pinticău (wikt) - Pintileasa (wikt) - Pintilei (wikt) - Pintileiu (wikt) - Pintilescu (wikt) - Pintiliasa (wikt) - Pintilică (wikt) - Pintiliciuc (wikt) - Pintilie (wikt) - Pintilieasa (wikt) - Pintiliei (wikt) - Pintiliescu (wikt) - Pintilii (wikt) - Pintiliuc (wikt) - Pintiuc (wikt) - Pintiuța (wikt) - Pintiuță (wikt) - Pințoiu (wikt) - Pintrijăl (wikt) - Pintuța (wikt) - Pioara (wikt) - Pioară (wikt) - Pioarcă (wikt) - Pioaru (wikt) - Pioc (wikt) - Pioraș (wikt) - Piorași (wikt) - Piotroșăneanu (wikt) - Pipa (wikt) - Piparcă (wikt) - Pipaș (wikt) - Pipelca (wikt) - Pipelea (wikt) - Piper (wikt) - Pipera (wikt) - Pipercă (wikt) - Piperea (wikt) - Piperescu (wikt) - Piperi (wikt) - Pipernea (wikt) - Pipirică (wikt) - Pipirig (wikt) - Pipirigă (wikt) - Pipirigeanu (wikt) - Pipiș (wikt) - Pipoaică (wikt) - Pipoi (wikt) - Pipoș (wikt) - Pipu (wikt) - Pirca (wikt) - Piri (wikt) - Pirici (wikt) - Pirii (wikt) - Piringiu (wikt) - Pirnă (wikt) - Piroi (wikt) - Piroiu (wikt) - Piroja (wikt) - Pirojoc (wikt) - Piron (wikt) - Pironcu (wikt) - Pironea (wikt) - Piroș (wikt) - Piroșca (wikt) - Piroșcă (wikt) - Pirovescu (wikt) - Pirpidel (wikt) - Pirpiliu (wikt) - Pirpindel (wikt) - Pirpiriu (wikt) - Piru (wikt) - Pirucea (wikt) - Pisaltu (wikt) - Pișalțu (wikt) - Pisargeac (wikt) - Pisăru (wikt) - Pișău (wikt) - Pisc (wikt) - Pișcan (wikt) - Pișcanu (wikt) - Pișcați (wikt) - Pischiș (wikt) - Pișcociu (wikt) - Pișcoi (wikt) - Pisconu (wikt) - Pișcoran (wikt) - Piscorean (wikt) - Piscoreanu (wikt) - Pișcu (wikt) - Pișculescu (wikt) - Pisculungeanu (wikt) - Piscupescu (wikt) - Piscureanu (wikt) - Pisic (wikt) - Pisică (wikt) - Pișleag (wikt) - Pismiș (wikt) - Pișnei (wikt) - Piso (wikt) - Pisoi (wikt) - Pisoiu (wikt) - Pișta (wikt) - Piștănilă (wikt) - Piștea (wikt) - Piștereanu (wikt) - Pistinciuc (wikt) - Piștirică (wikt) - Piștirigă (wikt) - Pistol (wikt) - Pistolea (wikt) - Pistoleta (wikt) - Pistorel (wikt) - Pistrilă (wikt) - Pistrițu (wikt) - Pistru (wikt) - Pistrui (wikt) - Piț (wikt) - Pită (wikt) - Pița (wikt) - Piță (wikt) - Pitacă (wikt) - Pitar (wikt) - Pitarcă (wikt) - Pitariu (wikt) - Pitaru (wikt) - Pițaru (wikt) - Pitcu (wikt) - Pitea (wikt) - Pițian (wikt) - Pitic (wikt) - Pitica (wikt) - Pitică (wikt) - Piticar (wikt) - Piticari (wikt) - Piticaș (wikt) - Piticel (wikt) - Pițiche (wikt) - Piticu (wikt) - Pitig (wikt) - Pițigă (wikt) - Pițigae (wikt) - Pițigoi (wikt) - Pițigoiu (wikt) - Pițilă (wikt) - Pițirica (wikt) - Pitirici (wikt) - Pițirigă (wikt) - Pitiruț (wikt) - Pitiș (wikt) - Pitoacă (wikt) - Pițoiu (wikt) - Pitorac (wikt) - Pitrescu (wikt) - Pitrițu (wikt) - Pitroacă (wikt) - Pitrop (wikt) - Pittiș (wikt) - Pițu (wikt) - Pițul (wikt) - Pițulan (wikt) - Pițuleac (wikt) - Pitulescu (wikt) - Pițulescu (wikt) - Pitulice (wikt) - Pițur (wikt) - Pițurcă (wikt) - Pițurescu (wikt) - Pițurlea (wikt) - Pițuru (wikt) - Pituț (wikt) - Pituz (wikt) - Piu (wikt) - Piuari (wikt) - Piuaru (wikt) - Piuc (wikt) - Piuitu (wikt) - Piuleac (wikt) - Piva (wikt) - Pivariu (wikt) - Pivașu (wikt) - Pivniceru (wikt) - Pivodă (wikt) - Pizdârcă (wikt) - Pizdelea (wikt) - Pizdigorgean (wikt) - Pizdîrcă (wikt) - Pizdrinț (wikt) - Pitran (wikt) - Pițuș (wikt) | Pî - Pîclă (wikt) - Pîcleanu (wikt) - Pîclișan (wikt) - Pîcu (wikt) - Pîghișan (wikt) - Pîglișan (wikt) - Pîha (wikt) - Pîinicică (wikt) - Pîlcă (wikt) - Pîlniceanu (wikt) - Pîlșiu (wikt) - Pîlșu (wikt) - Pînar (wikt) - Pîncă (wikt) - Pîncescu (wikt) - Pîncotan (wikt) - Pîncu (wikt) - Pîndaru (wikt) - Pîndeac (wikt) - Pîndic (wikt) - Pîndici (wikt) - Pîngă (wikt) - Pînișoară (wikt) - Pîntea (wikt) - Pîntece (wikt) - Pîntecuț (wikt) - Pîntice (wikt) - Pînticuți (wikt) - Pînzari (wikt) - Pînzariu (wikt) - Pînzaru (wikt) - Pînzeș (wikt) - Pîrăianu (wikt) - Pîrău (wikt) - Pîrcă (wikt) - Pîrcălab (wikt) - Pîrcălăbescu (wikt) - Pîrcălăbioru (wikt) - Pîrcălăboiu (wikt) - Pîrcălabu (wikt) - Pîrcan (wikt) - Pîrcaru (wikt) - Pîrcău (wikt) - Pîrcea (wikt) - Pîrcioagă (wikt) - Pîrciu (wikt) - Pîrciulescu (wikt) - Pîrcov (wikt) - Pîrcu (wikt) - Pîrecea (wikt) - Pîrgaru (wikt) - Pîrghie (wikt) - Pîrghișan (wikt) - Pîrîeanu (wikt) - Pîrîială (wikt) - Pîrîianu (wikt) - Pîrîu (wikt) - Pîrja (wikt) - Pîrjan (wikt) - Pîrje (wikt) - Pîrjoală (wikt) - Pîrjol (wikt) - Pîrjolea (wikt) - Pîrjoleanu (wikt) - Pîrju (wikt) - Pîrlac (wikt) - Pîrlan (wikt) - Pîrlea (wikt) - Pîrleanu (wikt) - Pîrleci (wikt) - Pîrlia (wikt) - Pîrlică (wikt) - Pîrlici (wikt) - Pîrlițanu (wikt) - Pîrlitu (wikt) - Pîrloagă (wikt) - Pîrlog (wikt) - Pîrlogea (wikt) - Pîrlogeanu (wikt) - Pîrlogescu (wikt) - Pîrloghi (wikt) - Pîrnac (wikt) - Pîrnău (wikt) - Pîrnea (wikt) - Pîrneci (wikt) - Pîrnichie (wikt) - Pîrnog (wikt) - Pîrnuță (wikt) - Pîrovu (wikt) - Pîrpăliță (wikt) - Pîrpariță (wikt) - Pîrpîriță (wikt) - Pîrșan (wikt) - Pîrscoveanu (wikt) - Pîrșcoveanu (wikt) - Pîrșe (wikt) - Pîrșoagă (wikt) - Pîrșoi (wikt) - Pîrștin (wikt) - Pîrțac (wikt) - Pîrțag (wikt) - Pîrțan (wikt) - Pîrțea (wikt) - Pîrtică (wikt) - Pîrțoc (wikt) - Pîrv (wikt) - Pîrva (wikt) - Pîrvan (wikt) - Pîrvănescu (wikt) - Pîrvănoiu (wikt) - Pîrvănuș (wikt) - Pîrveci (wikt) - Pîrvel (wikt) - Pîrvescu (wikt) - Pîrvoiu (wikt) - Pîrvoni (wikt) - Pîrvu (wikt) - Pîrvuceanu (wikt) - Pîrvucică (wikt) - Pîrvuleasa (wikt) - Pîrvulescu (wikt) - Pîrvuleț (wikt) - Pîrvulete (wikt) - Pîrvulețu (wikt) - Pîrvuț (wikt) - Pîrvuță (wikt) - Pîrvuți (wikt) - Pîrvuțoiu (wikt) - Pîș (wikt) - Pîscaru (wikt) - Pîscoi (wikt) - Pîscu (wikt) - Pîslă (wikt) - Pîslan (wikt) - Pîslariu (wikt) - Pîslaru (wikt) - Pîsle (wikt) - Pîslea (wikt) - Pîșleagă (wikt) - Pîstae (wikt) - Pîstaie (wikt) - Pîșu (wikt) - Pîță (wikt) - Pîțan (wikt) - Pîtpea (wikt) - Pîtpîiac (wikt) - Pîțu (wikt) - Pîzdîrcă (wikt) | Pl - Plăcintă (wikt) - Plăcintar (wikt) - Plăcintaru (wikt) - Plăcințeanu (wikt) - Plăcintescu (wikt) - Plăduță (wikt) - Plăescu (wikt) - Plăeșu (wikt) - Plai (wikt) - Plăian (wikt) - Plăiașu (wikt) - Plăier (wikt) - Plăiniceanu (wikt) - Plăișanu (wikt) - Plaiu (wikt) - Plămadă (wikt) - Plămădeală (wikt) - Plămădială (wikt) - Plânge (wikt) - Plângeban (wikt) - Plantoș (wikt) - Plăpămaru (wikt) - Plapănă (wikt) - Plăpcianu (wikt) - Plăpceanu (wikt) - Plășoianu (wikt) - Plastără (wikt) - Plăstoi (wikt) - Plâstoi (wikt) - Plătăreanu (wikt) - Plătărescu (wikt) - Plătică (wikt) - Platinca (wikt) - Platiș (wikt) - Platon (wikt) - Platona (wikt) - Plăvănescu (wikt) - Plăvăț (wikt) - Plaveț (wikt) - Plăveți (wikt) - Plăviciosu (wikt) - Plăviț (wikt) - Plaviță (wikt) - Plavițiu (wikt) - Plavițu (wikt) - Plăvițu (wikt) - Plaviuc (wikt) - Plavoșin (wikt) - Pleavă (wikt) - Pleban (wikt) - Plechi (wikt) - Plegalinschi (wikt) - Pleianu (wikt) - Pleniceanu (wikt) - Plenovici (wikt) - Pleș (wikt) - Pleșa (wikt) - Pleșan (wikt) - Pleșanu (wikt) - Pleșca (wikt) - Pleșcaciuc (wikt) - Pleșcăi (wikt) - Pleșcan (wikt) - Pleșcanu (wikt) - Pleșciuc (wikt) - Plesclevei (wikt) - Pleșcoianu (wikt) - Pleșcu (wikt) - Pleșcuță (wikt) - Pleșea (wikt) - Pleșean (wikt) - Pleșescu (wikt) - Pleși (wikt) - Pleșiță (wikt) - Pleșiu (wikt) - Plesnicute (wikt) - Plesnilă (wikt) - Pleșoainu (wikt) - Pleșoianu (wikt) - Pleșoiu (wikt) - Pleșteanu (wikt) - Pleștiu (wikt) - Pleșu (wikt) - Pleșuvescu (wikt) - Pletea (wikt) - Pleter (wikt) - Pleteriu (wikt) - Pletescu (wikt) - Pletoianu (wikt) - Pletoiu (wikt) - Pletosu (wikt) - Plevan (wikt) - Pleveț (wikt) - Pleviți (wikt) - Plevițu (wikt) - Plian (wikt) - Plic (wikt) - Plioacă (wikt) - Plioț (wikt) - Plisco (wikt) - Plitan (wikt) - Plitea (wikt) - Ploae (wikt) - Ploaie (wikt) - Ploată (wikt) - Plocon (wikt) - Ploeștean (wikt) - Ploeșteanu (wikt) - Plohod (wikt) - Plohon (wikt) - Ploiaș (wikt) - Ploiașu (wikt) - Ploicică (wikt) - Ploieșteanu (wikt) - Ploilă (wikt) - Ploișteanu (wikt) - Plontoș (wikt) - Plop (wikt) - Plopan (wikt) - Plopeanu (wikt) - Plopeni (wikt) - Plopeșeanu (wikt) - Plopianu (wikt) - Plopișteanu (wikt) - Plopșor (wikt) - Plopșoreanu (wikt) - Plopu (wikt) - Ploscă (wikt) - Ploscar (wikt) - Ploscărelu (wikt) - Ploscariu (wikt) - Ploscaru (wikt) - Ploșcaru (wikt) - Plosceanu (wikt) - Ploșniță (wikt) - Ploștinariu (wikt) - Ploștinaru (wikt) - Plotic (wikt) - Plotoagă (wikt) - Plotogea (wikt) - Plotuna (wikt) - Plugar (wikt) - Plugărescu (wikt) - Plugariu (wikt) - Plugaru (wikt) - Plumb (wikt) - Plumbaș (wikt) - Plumbu (wikt) - Pluscal (wikt) - Pluștea (wikt) - Plută (wikt) - Plutaru (wikt) - Pluteanu (wikt) - Pluteci (wikt) | Po - Poacă (wikt) - Poalelungi (wikt) - Poamă-neagră (wikt) - Poantă (wikt) - Poarcă (wikt) - Poașcă (wikt) - Poașcălău (wikt) - Poață (wikt) - Pobereznic (wikt) - Pobleanu (wikt) - Poblete (wikt) - Poboran (wikt) - Poboranu (wikt) - Poca (wikt) - Pocaliuc (wikt) - Pocan (wikt) - Pocanschi (wikt) - Pocean (wikt) - Pocei (wikt) - Pochibreanu (wikt) - Pochișcan (wikt) - Pocian (wikt) - Pocicaischi (wikt) - Pocioianu (wikt) - Pociovăleșteanu (wikt) - Pociovălișteanu (wikt) - Pocitan (wikt) - Pociu (wikt) - Poclid (wikt) - Pocloș (wikt) - Poclușan (wikt) - Pocnaru (wikt) - Pocneț (wikt) - Pocol (wikt) - Pocora (wikt) - Pocorschi (wikt) - Pocovnic (wikt) - Pocovnicu (wikt) - Pocriș (wikt) - Pocrișer (wikt) - Pocroianu (wikt) - Pocșai (wikt) - Pocșan (wikt) - Pocșe (wikt) - Pocșoară (wikt) - Pod (wikt) - Podar (wikt) - Podărescu (wikt) - Podăriță (wikt) - Podariu (wikt) - Podaru (wikt) - Podașcă (wikt) - Podcomăsnăi (wikt) - Pode (wikt) - Podea (wikt) - Podean (wikt) - Podeanu (wikt) - Podeașcă (wikt) - Podelean (wikt) - Podelniuc (wikt) - Podenii (wikt) - Podereu (wikt) - Podgorean (wikt) - Podgoreanu (wikt) - Podgurschi (wikt) - Podianu (wikt) - Podilă (wikt) - Podină (wikt) - Podiraș (wikt) - Podiuc (wikt) - Podoabă (wikt) - Podoașcă (wikt) - Podobea (wikt) - Podocea (wikt) - Podogoreanu (wikt) - Podoiu (wikt) - Podolan (wikt) - Podolean (wikt) - Podoleanu (wikt) - Podoran (wikt) - Podoreanu (wikt) - Podoș (wikt) - Podoșu (wikt) - Podovei (wikt) - Podrea (wikt) - Podurfu (wikt) - Poduț (wikt) - Poeana (wikt) - Poeană (wikt) - Poede (wikt) - Poenar (wikt) - Poenari (wikt) - Poenariu (wikt) - Poenaru (wikt) - Poețelea (wikt) - Pofilan (wikt) - Poftală (wikt) - Pogăcean (wikt) - Pogăceanu (wikt) - Pogaci (wikt) - Pogăciaș (wikt) - Pogaciu (wikt) - Pogan (wikt) - Pogănescu (wikt) - Pogăngeanu (wikt) - Pogângeanu (wikt) - Poganu (wikt) - Pogar (wikt) - Pogava (wikt) - Pogdan (wikt) - Pogea (wikt) - Poghirc (wikt) - Pogîngeanu (wikt) - Pogîrneață (wikt) - Pogoe (wikt) - Pogolșa (wikt) - Pogon (wikt) - Pogonaru (wikt) - Pogoneanu (wikt) - Pogonici (wikt) - Pogor (wikt) - Pogoran (wikt) - Pogoreanu (wikt) - Pogurschi (wikt) - Pogurschii (wikt) - Poh (wikt) - Pohace (wikt) - Pohaci (wikt) - Pohancia (wikt) - Pohariu (wikt) - Poharu (wikt) - Pohilă (wikt) - Pohoață (wikt) - Pohodnicariu (wikt) - Pohodnicaru (wikt) - Pohoncea (wikt) - Pohonțu (wikt) - Pohrib (wikt) - Poiac (wikt) - Poiană (wikt) - Poiată (wikt) - Poică (wikt) - Poida (wikt) - Poieana (wikt) - Poieană (wikt) - Poienar (wikt) - Poienariu (wikt) - Poienaru (wikt) - Poilincă (wikt) - Poinar (wikt) - Poinariu (wikt) - Poinaru (wikt) - Poinescu (wikt) - Pojan (wikt) - Pojar (wikt) - Pojariu (wikt) - Pojarnicu (wikt) - Pojaru (wikt) - Pojega (wikt) - Pojiță (wikt) - Pojoga (wikt) - Pojogeanu (wikt) - Pojoni (wikt) - Pojoreanu (wikt) - Pol (wikt) - Poladian (wikt) - Polat (wikt) - Polcău (wikt) - Polcoșer (wikt) - Polcovnicu (wikt) - Poleac (wikt) - Poleacii (wikt) - Poleacu (wikt) - Polei (wikt) - Poleiu (wikt) - Poleleu (wikt) - Poleleuc (wikt) - Polescu (wikt) - Poleucă (wikt) - Polexe (wikt) - Polgar (wikt) - Polhac (wikt) - Poliac (wikt) - Polianschi (wikt) - Policarp (wikt) - Policea (wikt) - Polici (wikt) - Poliec (wikt) - Polimaru (wikt) - Polincaș (wikt) - Poliș (wikt) - Poliță (wikt) - Polițeanu (wikt) - Polizache (wikt) - Polizu (wikt) - Poloboc (wikt) - Poloca (wikt) - Polocoșer (wikt) - Polocoșeru (wikt) - Pologea (wikt) - Polohan (wikt) - Polojan (wikt) - Polonezu (wikt) - Polonic (wikt) - Poloșan (wikt) - Poloșanu (wikt) - Poloscaru (wikt) - Polotog (wikt) - Polozache (wikt) - Polschi (wikt) - Poltorac (wikt) - Polverea (wikt) - Pomacu (wikt) - Pomagă (wikt) - Pomană (wikt) - Pomărac (wikt) - Pomârleanu (wikt) - Pomârlianu (wikt) - Pomătariu (wikt) - Pomăzan (wikt) - Pomeanu (wikt) - Pomenea (wikt) - Pomeran (wikt) - Pomeru (wikt) - Pomescu (wikt) - Pomețcu (wikt) - Pometescu (wikt) - Pomian (wikt) - Pomineață (wikt) - Pomîrleanu (wikt) - Pomoagă (wikt) - Pomohaci (wikt) - Pomoja (wikt) - Pomoje (wikt) - Pomorin (wikt) - Pomparău (wikt) - Pompaș (wikt) - Pompea (wikt) - Pompei (wikt) - Pompeiu (wikt) - Pomperescu (wikt) - Pompierescu (wikt) - Pompieru (wikt) - Pomponiu (wikt) - Pomtaș (wikt) - Pomuț (wikt) - Ponașcu (wikt) - Poncea (wikt) - Ponci (wikt) - Ponciș (wikt) - Poncoș (wikt) - Poncu (wikt) - Pondea (wikt) - Pondriche (wikt) - Ponea (wikt) - Poneci (wikt) - Ponepal (wikt) - Pongrat (wikt) - Poni (wikt) - Ponici (wikt) - Ponivesc (wikt) - Ponor (wikt) - Ponoran (wikt) - Ponova (wikt) - Ponovescu (wikt) - Ponta (wikt) - Pontea (wikt) - Pontilă (wikt) - Pontoș (wikt) - Pop (wikt) - Popa (wikt) - Popac (wikt) - Popadici (wikt) - Popadineț (wikt) - Popadineți (wikt) - Popăescu (wikt) - Popăilă (wikt) - Popală (wikt) - Popaluca (wikt) - Popan (wikt) - Popană (wikt) - Popandron (wikt) - Popanton (wikt) - Popanu (wikt) - Poparadu (wikt) - Poparașcu (wikt) - Popârcea (wikt) - Poparda (wikt) - Popârlan (wikt) - Popârțac (wikt) - Popârțag (wikt) - Popârțan (wikt) - Popaș (wikt) - Popastere (wikt) - Popățae (wikt) - Popău (wikt) - Popazu (wikt) - Popciuc (wikt) - Popdan (wikt) - Popdeac (wikt) - Popdeanu (wikt) - Popea (wikt) - Popean (wikt) - Popeanca (wikt) - Popeanciu (wikt) - Popeangă (wikt) - Popeanu (wikt) - Popeci (wikt) - Popeea (wikt) - Popei (wikt) - Popeia (wikt) - Popeiu (wikt) - Popelca (wikt) - Popelcă (wikt) - Popelea (wikt) - Popenaru (wikt) - Popenciu (wikt) - Popenciuc (wikt) - Popeneciu (wikt) - Popența (wikt) - Popențiu (wikt) - Popereanu (wikt) - Popesc (wikt) - Popescu (wikt) - Popescul (wikt) - Popeșescu (wikt) - Popeșteanu (wikt) - Popeț (wikt) - Popete (wikt) - Popeți (wikt) - Popețiu (wikt) - Popez (wikt) - Popgana (wikt) - Popi (wikt) - Popia (wikt) - Popiac (wikt) - Popian (wikt) - Popianăș (wikt) - Popic (wikt) - Popică (wikt) - Popiciuc (wikt) - Popidan (wikt) - Popii (wikt) - Popilciuc (wikt) - Popilean (wikt) - Popilian (wikt) - Popin (wikt) - Popina (wikt) - Popină (wikt) - Popinceanu (wikt) - Popinciuc (wikt) - Popiniuc (wikt) - Popînzăreanu (wikt) - Popîrda (wikt) - Popîrlan (wikt) - Popîrțac (wikt) - Popișcă (wikt) - Popistaș (wikt) - Popistașu (wikt) - Popișteanu (wikt) - Popiț (wikt) - Popița (wikt) - Popiță (wikt) - Popițan (wikt) - Popițanu (wikt) - Popiți (wikt) - Popițiu (wikt) - Popițu (wikt) - Popiuc (wikt) - Poplăcan (wikt) - Poplăcean (wikt) - Poplăceanu (wikt) - Poplăcenel (wikt) - Poplauschi (wikt) - Popleșeanu (wikt) - Poplicean (wikt) - Popliceanu (wikt) - Popoacă (wikt) - Popoace (wikt) - Popoaea (wikt) - Popoaia (wikt) - Popoescu (wikt) - Popoi (wikt) - Popoiacu (wikt) - Popoiag (wikt) - Popoiu (wikt) - Popolan (wikt) - Popolean (wikt) - Popon (wikt) - Popone (wikt) - Poponea (wikt) - Poponeț (wikt) - Poponete (wikt) - Poponeți (wikt) - Poponieiu (wikt) - Poponiuc (wikt) - Popopvici (wikt) - Poporogu (wikt) - Popouțanu (wikt) - Popovian (wikt) - Popovici (wikt) - Popoviciu (wikt) - Popp (wikt) - Popricani (wikt) - Popșa (wikt) - Popșor (wikt) - Popstole (wikt) - Poptămaș (wikt) - Poptean (wikt) - Popteanu (wikt) - Poptelecan (wikt) - Poptile (wikt) - Poptomaș (wikt) - Popu (wikt) - Populete (wikt) - Popuș (wikt) - Popușoi (wikt) - Popuț (wikt) - Popuța (wikt) - Popuță (wikt) - Popuțe (wikt) - Popuțea (wikt) - Popuți (wikt) - Popuțoaea (wikt) - Popuțoaia (wikt) - Popva (wikt) - Popvici (wikt) - Por (wikt) - Pora (wikt) - Poraicu (wikt) - Poran (wikt) - Porancea (wikt) - Porav (wikt) - Porca (wikt) - Porcan (wikt) - Porcar (wikt) - Porcărașu (wikt) - Porcăreață (wikt) - Porcărelu (wikt) - Porcărin (wikt) - Porcariu (wikt) - Porcaru (wikt) - Porcean (wikt) - Porceanu (wikt) - Porcescu (wikt) - Porcică (wikt) - Porcilă (wikt) - Porcilescu (wikt) - Porcireanu (wikt) - Porcișanu (wikt) - Porcișteanu (wikt) - Porciuleanu (wikt) - Porcolab (wikt) - Porcolean (wikt) - Porcuțan (wikt) - Pordea (wikt) - Pordoșan (wikt) - Porea (wikt) - Porebschi (wikt) - Poredean (wikt) - Porei (wikt) - Porescu (wikt) - Porfir (wikt) - Porfire (wikt) - Porfireanu (wikt) - Porfiriu (wikt) - Porfiroiu (wikt) - Porfiru (wikt) - Porge (wikt) - Porim (wikt) - Porneală (wikt) - Pornează (wikt) - Porodan (wikt) - Porodel (wikt) - Porof (wikt) - Poroghină (wikt) - Porohniuc (wikt) - Poroineanu (wikt) - Porojan (wikt) - Porojanu (wikt) - Porojean (wikt) - Porojni (wikt) - Porojnicu (wikt) - Poroșnic (wikt) - Poroșnicu (wikt) - Poroșniuc (wikt) - Porova (wikt) - Porpală (wikt) - Porș (wikt) - Porșega (wikt) - Porși (wikt) - Portan (wikt) - Portărescu (wikt) - Portaru (wikt) - Portase (wikt) - Porțeanu (wikt) - Portocală (wikt) - Porumb (wikt) - Porumbăceanu (wikt) - Porumbacu (wikt) - Porumbariu (wikt) - Porumbaru (wikt) - Porumbeanu (wikt) - Porumbel (wikt) - Porumbescu (wikt) - Porumbică (wikt) - Porumbin (wikt) - Porumboi (wikt) - Porumboiu (wikt) - Porumbreanu (wikt) - Porumbu (wikt) - Poruș (wikt) - Porușcă (wikt) - Poruschi (wikt) - Porușniuc (wikt) - Poruțiu (wikt) - Poșa (wikt) - Posăcianu (wikt) - Poșan (wikt) - Poșar (wikt) - Poșarlie (wikt) - Posaștiuc (wikt) - Poșca (wikt) - Posconiuc (wikt) - Posdărașcu (wikt) - Posdărescu (wikt) - Posdărie (wikt) - Posea (wikt) - Posedaru (wikt) - Poșincă (wikt) - Poșircă (wikt) - Poșirea (wikt) - Poșlog (wikt) - Posmagiu (wikt) - Posmangiu (wikt) - Poșmoșan (wikt) - Posmoșanu (wikt) - Posniac (wikt) - Posobescu (wikt) - Poșogan (wikt) - Poșoi (wikt) - Pospai (wikt) - Pospișil (wikt) - Poștărița (wikt) - Poștariu (wikt) - Postârnac (wikt) - Poștaru (wikt) - Poștaș (wikt) - Poștașu (wikt) - Postăvaru (wikt) - Postăveanu (wikt) - Postea (wikt) - Posteanu (wikt) - Poșteanu (wikt) - Postei (wikt) - Posteiu (wikt) - Postelnecu (wikt) - Postelnicescu (wikt) - Postelnicu (wikt) - Postelnicul (wikt) - Postescu (wikt) - Posteucă (wikt) - Postică (wikt) - Postîcă (wikt) - Poștin (wikt) - Postîrnac (wikt) - Postîrnâceanu (wikt) - Postniuc (wikt) - Poștoacă (wikt) - Postolache (wikt) - Postolachi (wikt) - Postole (wikt) - Postolea (wikt) - Postolica (wikt) - Postolică (wikt) - Postovaru (wikt) - Postovei (wikt) - Postu (wikt) - Postulache (wikt) - Poșușnicu (wikt) - Pota (wikt) - Potânc (wikt) - Potâncă (wikt) - Potârcă (wikt) - Potârnac (wikt) - Potârniche (wikt) - Potcoavă (wikt) - Potcovaru (wikt) - Potcovel (wikt) - Potcovuță (wikt) - Potec (wikt) - Poteca (wikt) - Potecea (wikt) - Potelea (wikt) - Poteleanu (wikt) - Potenchi (wikt) - Potenteu (wikt) - Poteraș (wikt) - Poterașiu (wikt) - Poterașu (wikt) - Poti (wikt) - Potică (wikt) - Potîle (wikt) - Potînc (wikt) - Potîng (wikt) - Potînga (wikt) - Potîngă (wikt) - Potioc (wikt) - Potîrcă (wikt) - Potîrnac (wikt) - Potîrniche (wikt) - Potîrnichi (wikt) - Potîrnichie (wikt) - Potlog (wikt) - Potlogea (wikt) - Potlogeanu (wikt) - Poto (wikt) - Potoarcă (wikt) - Potocea (wikt) - Potocean (wikt) - Potoceanu (wikt) - Poțochină (wikt) - Potocianu (wikt) - Potolea (wikt) - Potoleancă (wikt) - Potolincă (wikt) - Potop (wikt) - Potopea (wikt) - Potor (wikt) - Potorac (wikt) - Potoroacă (wikt) - Potoroc (wikt) - Potra (wikt) - Potrache (wikt) - Potre (wikt) - Potrivitu (wikt) - Potroacă (wikt) - Potroca (wikt) - Potrocozan (wikt) - Potroghir (wikt) - Potroghiru (wikt) - Potronic (wikt) - Potropopescu (wikt) - Potrovița (wikt) - Potroviță (wikt) - Potzaichin (wikt) - Povanciu (wikt) - Povăr (wikt) - Povară (wikt) - Povârnaru (wikt) - Povățanu (wikt) - Povian (wikt) - Povu (wikt) - Pozderie (wikt) - Poznă (wikt) |

| Pr - Praf (wikt) - Prafan (wikt) - Prahase (wikt) - Prahoveanu (wikt) - Praja (wikt) - Prăjanu (wikt) - Praje (wikt) - Prajea (wikt) - Prăjescu (wikt) - Prăjica (wikt) - Prăjină (wikt) - Prăjinariu (wikt) - Prăjinaru (wikt) - Prăjișteanu (wikt) - Prăjitură (wikt) - Prală (wikt) - Pralea (wikt) - Prandea (wikt) - Prapagic (wikt) - Prapaguc (wikt) - Praporgescu (wikt) - Prapugicu (wikt) - Prăsacu (wikt) - Prața (wikt) - Prăvălici (wikt) - Prăvălie (wikt) - Pravăț (wikt) - Pravdencu (wikt) - Praveți (wikt) - Prăzaru (wikt) - Prealuminatu (wikt) - Prean (wikt) - Precob (wikt) - Precop (wikt) - Precope (wikt) - Precub (wikt) - Precup (wikt) - Precupan (wikt) - Precupanu (wikt) - Precupaș (wikt) - Precupeanu (wikt) - Precupescu (wikt) - Precupețu (wikt) - Preda (wikt) - Predan (wikt) - Predariu (wikt) - Predasă (wikt) - Predatu (wikt) - Predea (wikt) - Predeanu (wikt) - Predel (wikt) - Predeleanu (wikt) - Predescu (wikt) - Predețeanu (wikt) - Predi (wikt) - Predică (wikt) - Predici (wikt) - Predilă (wikt) - Predincea (wikt) - Predișor (wikt) - Predoaica (wikt) - Predoană (wikt) - Predoi (wikt) - Predoianu (wikt) - Predoiu (wikt) - Predonescu (wikt) - Predovici (wikt) - Preduca (wikt) - Preducă (wikt) - Predulea (wikt) - Preduleasa (wikt) - Predună (wikt) - Preduș (wikt) - Predușcă (wikt) - Predușel (wikt) - Preduț (wikt) - Preduță (wikt) - Preduțoiu (wikt) - Preduțu (wikt) - Prefac (wikt) - Preghici (wikt) - Preian (wikt) - Preja (wikt) - Prejban (wikt) - Prejbeanu (wikt) - Prejma (wikt) - Prejmerean (wikt) - Prejneanu (wikt) - Prelinceanu (wikt) - Prelipcean (wikt) - Prelipceanu (wikt) - Prelipcian (wikt) - Prelipcianu (wikt) - Prelucă (wikt) - Prelucan (wikt) - Prema (wikt) - Prența (wikt) - Prențu (wikt) - Preorocu (wikt) - Preoteasa (wikt) - Preotescu (wikt) - Preoțescu (wikt) - Preotesea (wikt) - Preoteșescu (wikt) - Preoteșoiu (wikt) - Preotiasa (wikt) - Preotu (wikt) - Prepeleac (wikt) - Prepeleag (wikt) - Prepeliță (wikt) - Presăcan (wikt) - Presadă (wikt) - Preșan (wikt) - Prescan (wikt) - Prescean (wikt) - Prescornițoiu (wikt) - Prescură (wikt) - Prescure (wikt) - Prescurniac (wikt) - Presecam (wikt) - Presecan (wikt) - Preșmereanu (wikt) - Preșneanu (wikt) - Presură (wikt) - Pretor (wikt) - Pretorian (wikt) - Preunca (wikt) - Preuteasa (wikt) - Preutescu (wikt) - Preuțescu (wikt) - Preutu (wikt) - Preza (wikt) - Prezan (wikt) - Prială (wikt) - Prian (wikt) - Pribac (wikt) - Priban (wikt) - Pribeag (wikt) - Pribeagu (wikt) - Pribeanu (wikt) - Pribec (wikt) - Pribiagu (wikt) - Pribil (wikt) - Pribilean (wikt) - Priboi (wikt) - Priboianu (wikt) - Prica (wikt) - Prică (wikt) - Pricăjan (wikt) - Price (wikt) - Priceputu (wikt) - Prichici (wikt) - Prichindel (wikt) - Prichinici (wikt) - Pricină (wikt) - Priciop (wikt) - Priciu (wikt) - Pricoapă (wikt) - Pricoapsă (wikt) - Pricob (wikt) - Pricodan (wikt) - Pricoliciu (wikt) - Pricop (wikt) - Pricopa (wikt) - Pricopaci (wikt) - Pricopciuc (wikt) - Pricope (wikt) - Pricopescu (wikt) - Pricopi (wikt) - Pricopian (wikt) - Pricopie (wikt) - Pricopioaia (wikt) - Pricopiu (wikt) - Pricopiuc (wikt) - Pricopoaia (wikt) - Pricorici (wikt) - Pricu (wikt) - Pricupăț (wikt) - Pricupeț (wikt) - Pridea (wikt) - Pridie (wikt) - Pridolob (wikt) - Prie (wikt) - Priescu (wikt) - Prigoană (wikt) - Prigon (wikt) - Prigore (wikt) - Prigorea (wikt) - Prigoreanu (wikt) - Prigoria (wikt) - Prihor (wikt) - Prihotin (wikt) - Prilipcianu (wikt) - Primac (wikt) - Primaru (wikt) - Primăvăruș (wikt) - Primejdie (wikt) - Primicheru (wikt) - Priminescu (wikt) - Primovăruș (wikt) - Prindeanu (wikt) - Prini (wikt) - Prinț (wikt) - Prioroc (wikt) - Prioteasa (wikt) - Priotesa (wikt) - Priotese (wikt) - Pripa (wikt) - Pripagu (wikt) - Pripaș (wikt) - Pripașu (wikt) - Pripici (wikt) - Pripiș (wikt) - Pripiși (wikt) - Pripitu (wikt) - Pripon (wikt) - Priponescu (wikt) - Priporan (wikt) - Priporeanu (wikt) - Pripu (wikt) - Prisacă (wikt) - Prisăcani (wikt) - Prisăcari (wikt) - Prisacariu (wikt) - Prisăcariu (wikt) - Prisacaru (wikt) - Prisăcaru (wikt) - Prisăcăruță (wikt) - Prisăceanu (wikt) - Prișca (wikt) - Prișcă (wikt) - Priscorniță (wikt) - Prișcu (wikt) - Prisecariu (wikt) - Prisecaru (wikt) - Prisîcari (wikt) - Prislăpeanu (wikt) - Prisloapă (wikt) - Prislop (wikt) - Prislopan (wikt) - Prislopeanu (wikt) - Prisneș (wikt) - Prispian (wikt) - Pristanu (wikt) - Pristavu (wikt) - Pristolea (wikt) - Pristoleanu (wikt) - Pristopan (wikt) - Priță (wikt) - Privanțu (wikt) - Privelnicu (wikt) - Privop (wikt) - Privulescu (wikt) - Proaspătu (wikt) - Proboteanu (wikt) - Proca (wikt) - Prochici (wikt) - Prociuc (wikt) - Procop (wikt) - Procopciuc (wikt) - Procopeț (wikt) - Procopi (wikt) - Procopie (wikt) - Procopii (wikt) - Procopiu (wikt) - Procopovici (wikt) - Procorodie (wikt) - Procovanu (wikt) - Prodan (wikt) - Prodana (wikt) - Prodanciuc (wikt) - Prodănescu (wikt) - Prodănoiu (wikt) - Prodanovici (wikt) - Prodea (wikt) - Prodescu (wikt) - Prodișteanu (wikt) - Profeanu (wikt) - Profir (wikt) - Profira (wikt) - Profire (wikt) - Profireanu (wikt) - Profirescu (wikt) - Profiri (wikt) - Profirii (wikt) - Profiroi (wikt) - Profiroiu (wikt) - Profiru (wikt) - Profor (wikt) - Progan (wikt) - Proglea (wikt) - Prohan (wikt) - Prohap (wikt) - Prohar (wikt) - Prohasca (wikt) - Prohor (wikt) - Prohozescu (wikt) - Proicea (wikt) - Prolea (wikt) - Propan (wikt) - Propineanu (wikt) - Proșa (wikt) - Proșan (wikt) - Proșcan (wikt) - Proscanu (wikt) - Prosei (wikt) - Proșianu (wikt) - Proștean (wikt) - Proșteanu (wikt) - Prostu (wikt) - Proțăilă (wikt) - Proțap (wikt) - Protase (wikt) - Protchi (wikt) - Protea (wikt) - Proteasa (wikt) - Protejatu (wikt) - Proteșaru (wikt) - Proteșeanu (wikt) - Proteșoiu (wikt) - Proțiuc (wikt) - Proțop (wikt) - Protopope (wikt) - Protopopescu (wikt) - Protosevici (wikt) - Protu (wikt) - Provinceanu (wikt) - Provolici (wikt) - Prozoreanu (wikt) - Prufu (wikt) - Pruică (wikt) - Prujoiu (wikt) - Pruna (wikt) - Prună (wikt) - Prunache (wikt) - Prunar (wikt) - Prunariu (wikt) - Prunaru (wikt) - Prunaș (wikt) - Prunău (wikt) - Prunchevici (wikt) - Pruncu (wikt) - Pruncul (wikt) - Pruncuț (wikt) - Prundan (wikt) - Prundar (wikt) - Prundaru (wikt) - Prundea (wikt) - Prundean (wikt) - Prundeanu (wikt) - Prundi (wikt) - Prundiș (wikt) - Prundu (wikt) - Prundurel (wikt) - Prundurelu (wikt) - Prunduș (wikt) - Prune (wikt) - Prunea (wikt) - Prunean (wikt) - Pruneanu (wikt) - Pruneș (wikt) - Prunescu (wikt) - Prunică (wikt) - Prunilă (wikt) - Prunișoară (wikt) - Prunoiu (wikt) - Prunu (wikt) - Prunuța (wikt) - Prunuță (wikt) - Prutean (wikt) - Pruteanu (wikt) - Prutescu (wikt) - Prutianu (wikt) - Prutică (wikt) | Ps - Psaropol (wikt) - Psenicicu (wikt) - Psenișnic (wikt) | Pș - Pșaidt (wikt) - Pșait (wikt) | Pt - Ptașnic (wikt) - Pteancu (wikt) - Ptirigăiș (wikt) | Pu - Pucă (wikt) - Pucea (wikt) - Puceanu (wikt) - Puchea (wikt) - Pucheanu (wikt) - Puchenii (wikt) - Puchete (wikt) - Puchetea (wikt) - Puchianu (wikt) - Puchici (wikt) - Puchiliță (wikt) - Puchin (wikt) - Puchiu (wikt) - Puci (wikt) - Pucichi (wikt) - Puciu (wikt) - Puenaru (wikt) - Puenea (wikt) - Puețan (wikt) - Puf (wikt) - Pufan (wikt) - Puflea (wikt) - Pufleni (wikt) - Pufu (wikt) - Pufulescu (wikt) - Pufulete (wikt) - Pugaci (wikt) - Pughineanu (wikt) - Pugna (wikt) - Puha (wikt) - Puhoianu (wikt) - Pui (wikt) - Puia (wikt) - Puiac (wikt) - Puian (wikt) - Puianu (wikt) - Puica (wikt) - Puică (wikt) - Puican (wikt) - Puicar (wikt) - Puicea (wikt) - Puicescu (wikt) - Puichiță (wikt) - Puicin (wikt) - Puie (wikt) - Puiescu (wikt) - Puiete (wikt) - Puinean (wikt) - Puipazan (wikt) - Puișor (wikt) - Puișoru (wikt) - Puițel (wikt) - Puiu (wikt) - Puiul (wikt) - Puiuleț (wikt) - Puiuț (wikt) - Puja (wikt) - Pujină (wikt) - Pulber (wikt) - Pulbere (wikt) - Pulcher (wikt) - Pulgariu (wikt) - Pulhac (wikt) - Pulpă (wikt) - Pulpan (wikt) - Pulpea (wikt) - Puluc (wikt) - Pumnea (wikt) - Pumnu (wikt) - Pumnuț (wikt) - Pumnuțiu (wikt) - Puncea (wikt) - Puncescu (wikt) - Puncioiu (wikt) - Punea (wikt) - Pungă (wikt) - Pungan (wikt) - Pungariu (wikt) - Pungaru (wikt) - Pungea (wikt) - Pungilă (wikt) - Pungoci (wikt) - Punguță (wikt) - Puni (wikt) - Puntea (wikt) - Pup (wikt) - Pupăză (wikt) - Pupăzan (wikt) - Pupăzău (wikt) - Pupăzescu (wikt) - Pupeza (wikt) - Pupeză (wikt) - Pupezescu (wikt) - Pupoieș (wikt) - Pupșa (wikt) - Pura (wikt) - Puran (wikt) - Purav (wikt) - Puraveț (wikt) - Puravu (wikt) - Purcar (wikt) - Purcărea (wikt) - Purcăreanu (wikt) - Purcăreață (wikt) - Purcărelu (wikt) - Purcărescu (wikt) - Purcărete (wikt) - Purcari (wikt) - Purcărin (wikt) - Purcărița (wikt) - Purcariu (wikt) - Purcăroiu (wikt) - Purcaru (wikt) - Purcăruș (wikt) - Purcea (wikt) - Purcel (wikt) - Purceld (wikt) - Purcelea (wikt) - Purcelean (wikt) - Purcheria (wikt) - Purcia (wikt) - Purcica (wikt) - Purcică (wikt) - Purcoi (wikt) - Purcoiu (wikt) - Purda (wikt) - Purdea (wikt) - Purdeai (wikt) - Purdel (wikt) - Purdelea (wikt) - Purdelu (wikt) - Purdescu (wikt) - Purdi (wikt) - Purdilă (wikt) - Purdoiu (wikt) - Pure (wikt) - Purea (wikt) - Purec (wikt) - Purece (wikt) - Purecel (wikt) - Purgariu (wikt) - Purge (wikt) - Purghel (wikt) - Purhaci (wikt) - Puric (wikt) - Purică (wikt) - Puricaru (wikt) - Purice (wikt) - Puricel (wikt) - Puricescu (wikt) - Purici (wikt) - Puriciuc (wikt) - Puricoi (wikt) - Puriș (wikt) - Purja (wikt) - Purje (wikt) - Purlea (wikt) - Purniche (wikt) - Purnichi (wikt) - Purțuc (wikt) - Puru (wikt) - Purușniuc (wikt) - Purza (wikt) - Pușa (wikt) - Pușan (wikt) - Pușcă (wikt) - Pușcaciu (wikt) - Pușcălargă (wikt) - Pușcalău (wikt) - Pușcălău (wikt) - Pușcălungă (wikt) - Pușcanu (wikt) - Pușcaragiu (wikt) - Pușcariu (wikt) - Pușcaru (wikt) - Pușcaș (wikt) - Pușcășan (wikt) - Pușcășel (wikt) - Pușcășelu (wikt) - Pușcași (wikt) - Pușcașiu (wikt) - Pușcășoiu (wikt) - Pușcașu (wikt) - Pușcatu (wikt) - Pușcău (wikt) - Pușchilă (wikt) - Pușchin (wikt) - Pușchir (wikt) - Pușchiță (wikt) - Pușchiu (wikt) - Pușcoci (wikt) - Pușcoi (wikt) - Pușcoiu (wikt) - Pușcu (wikt) - Pușcuță (wikt) - Pușera (wikt) - Puși (wikt) - Pușkaș (wikt) - Pușlengher (wikt) - Pușoiu (wikt) - Pușta (wikt) - Puștai (wikt) - Pustan (wikt) - Puștea (wikt) - Pustiancu (wikt) - Pustianu (wikt) - Pușu (wikt) - Puț (wikt) - Puțan (wikt) - Puțanu (wikt) - Puțaru (wikt) - Puțeanu (wikt) - Putere (wikt) - Puți (wikt) - Putianu (wikt) - Puțică (wikt) - Putici (wikt) - Puticiu (wikt) - Putileanu (wikt) - Puțilianu (wikt) - Putina (wikt) - Putină (wikt) - Putineanu (wikt) - Putinei (wikt) - Puținelu (wikt) - Puținică (wikt) - Puțintelu (wikt) - Puțintică (wikt) - Putna (wikt) - Putnic (wikt) - Putnicescu (wikt) - Puțoi (wikt) - Putregai (wikt) - Putrezeanu (wikt) - Puțucă (wikt) - Puțulache (wikt) - Puțulei (wikt) - Puțulică (wikt) - Puțuntică (wikt) - Puțureanu (wikt) - Puțurianu (wikt) - Puturosceanu (wikt) - Puțuvariu (wikt) - Puzderică (wikt) - Puzdre (wikt) - Puzdrea (wikt) - Puzdriac (wikt) |